# West Vero Corridor
West Vero Corridor es un lugar designado por el censo ubicado en el condado de Río Indio en el estado estadounidense de Florida. En el Censo de 2010 tenía una población de 7.138 habitantes y una densidad poblacional de 557,89 personas por km².

## Geografía
West Vero Corridor se encuentra ubicado en las coordenadas 27°38′10″N 80°29′26″O / 27.63611, -80.49056. Según la Oficina del Censo de los Estados Unidos, West Vero Corridor tiene una superficie total de 12.79 km², de la cual 12.58 km² corresponden a tierra firme y (1.7%) 0.22 km² es agua.

## Demografía
Según el censo de 2010, había 7.138 personas residiendo en West Vero Corridor. La densidad de población era de 557,89 hab./km². De los 7.138 habitantes, West Vero Corridor estaba compuesto por el 96.34% blancos, el 0.81% eran afroamericanos, el 0.07% eran amerindios, el 0.59% eran asiáticos, el 0.01% eran isleños del Pacífico, el 1.33% eran de otras razas y el 0.84% pertenecían a dos o más razas. Del total de la población el 5.2% eran hispanos o latinos de cualquier raza.